# Boris Nikolaevič Čičerin
Boris Nikolaevič Čičerin, in russo Борис Николаевич Чичерин? (Tambov, 7 giugno 1828 – Mosca, 17 febbraio 1904), è stato un filosofo russo.
Fu professore di filosofia del diritto all'Università di Mosca. Tra i suoi lavori fondamentali si ricordano: Scienza e religione (1879), il Misticismo nella scienza (1892), i Principi di logica e metafisica (1894) e la Filosofia del diritto (1900).